# نیکس (اسطوره)
نیکس (/nɪks/ NIX; یونانی باستان: Νύξ Nýx,  [nýks]، «شب») در اسطوره‌شناسی یونانی، ایزدبانو و نماد شب است.
در تئوگونیای هزیود، او فرزند خائوس و مادر آیتر (فضا)، همرا (روز) توسط اربوس (تاریکی) است. او نسلی از کودکان را به‌دنیا می‌آورد که از شخصیت‌ها و نیروهای عمدتاً منفی تشکیل شده‌اند. نیکس را در منابع آیین اورفئوسی مادر اورانوس و گایا و گاهی دختر و همسر فینس خدای زایش و نسل زندگی جدید می‌دانند. در چنین روایت‌هایی، او را اولین موجودی که پس از خائوس به‌وجود آمد، یا دومین فرمانروای خدایان نیز توصیف می‌کنند.
او به‌عنوان یک الهه بال‌دار با هاله ابری تیره، یا ملبس به لباسی سیاه در مه تیره به تصویر کشیده می‌شود. معادل رومی او نوکس (Nox: «شب») است.

## تبارنامه
بر اساس تبارنامه خدایان اثر شاعر یونانی هزیود، نیکس فرزند خائوس است، او مادر آیتر و همرا (روز) است، که از درآمیختن با اربوس (تاریکی) زاده می‌شوند. بدون کمک همسر، موروس (عذاب، سرنوشت)، کرها (ارواح مرگ)، تاناتوس (مرگ)، هیپنوس (خواب)، اونیروس (رؤیاها)، موموس (سرزنش)، اویزیس (درد، پریشانی)، هسپریدها، مویرای‌ها (سه الهه سرنوشت)، نمسیس (خشم، مجازات)، آپاتی (الهه فریب)، فیلوتس (الهه محبت، دوستی و آمیزش جنسی)، گراس (خدای پیری) و اریس (الهه نفاق و کشمکش) را به‌دنیا می‌آورد. تعدادی از این فرزندان به‌طور مشابهی توسط نویسندگان مختلف به‌عنوان فرزندان او توصیف شده‌اند و سایر منابع اولیه، تبارنامه‌های متفاوتی را ارائه می‌دهند. بر اساس یکی از این روایت‌ها، او توسط آیتر مادر تارتاروس است، درحالی‌که در برخی دیگر، او توسط آیتر مادر اروس یا توسط اربوس مادر آیتر، اروس و متیس توصیف شده است. باکیلیدس شاعر یونانی نیکس را مادر همرا توسط کرونوس (زمان) می‌دانست و در جای دیگر از هکاته را به‌عنوان دختر او یاد می‌کند. آیسخولوس نیز از نیکس به‌عنوان مادر الهه‌های انتقام یاد می‌کند، در حالی که اوریپید ظاهراً لیسا (جنون) را دختر نیکس و اورانوس می‌داند.
در منابع آیین اورفئوسی، از نیکس به‌عنوان مادر اورانوس به‌طور مکرر یاد شده است. در یک روایت، که در آن نیکس اولین موجودی است که وجود دارد، او را مادر اورانوس و گایا می‌دانند؛ احتمالاً بدون پدر. در روایتی دیگر، همسر و دختر پروتوگونوس (به‌نظر می‌رسد که قبل از او وجود داشته) توصیف شده است، که توسط او، مادر اورانوس و گایا است. در روایتی که احتمالاً از کیهان‌شناسی آیین اورفئوسی گرفته شده است، نیکس «تخم باد» را به دنیا می‌آورد که اروس از آن به‌وجود می‌آید. در منبعی دیگر از او به‌عنوان مادر ستارگان و در دیگری به‌عنوان دختر اروس یاد شده است.
نوکس (Nox)، معادل رومی نیکس (Nyx)، در چندین تبارنامه توسط نویسندگان رومی آمده است. به گفته سیسرون، آیتر و دیز (تجسم روز)، فرزندان نیکس و اربوس بودند. علاوه بر این‌ها آمور (عشق)، دولوس (گویل)، متوس (ترس)، کار (مشکل)، اینویندیا (حسادت)، فاتوم (سرنوشت)، سنکتوس (سالمندی)، مورس (مرگ)، تنبره (تاریکی)، میسریا (مصائب)، کوئرلا (مرثیه)، گراتیا (نفع)، فرئوس (تقلب)، پرتیناسیا (لجاجت)، پارکائه، هسپریدها (دختران هسپروس) و سومنیا (رؤیاها) فرزندان نیکس و اِربوس بودند. در تبارنامه‌ای که هیجینوس اسطوره‌نگار رومی ارائه کرده است، نیکس یکی از فرزندان خائوس و کالیگو (مه)، در کنار دیز (روز)، اربوس (تاریکی) و آیتر است. او با اربوس، فاتوم (سرنوشت)، سنکتوس (سالمندی)، مورس (مرگ)، لتوم (تخریب)، کنتیننتیا (نزاع)، سومنوس (خواب)، سومنیا (رؤیاها)، لایسیملس (تفکر)، اپیفورون (هدیملس)، پورفیریون، اپافوس، دیسکوردیا (اختلاف)، میسریا (بدبختی)، پتولانتیا (پتولانس)، نمسیس، یوفروسین (خوشحالی)، آمیسیتیا (دوستی)، میسریکوردیا (ترحم)، استیکس، پارسه (کلتو، لاچسیس، و آتروپوس) و هسپریدها (اگل، هسپریا و اریته) را خلق کردند. چندین منبع رومی دیگر از نیکس به‌عنوان مادر خشمگین‌ها یاد می‌کنند و پلوتون را پدر می‌دانند.
در یک منبع یونانی متأخر، نیکس به‌عنوان مادر ائوس (سپیده دم) توصیف شده است که مادرش همرا است. به گفته یک نویسنده بیزانسی بسیار متأخر، نیکس را مادر مویرایی می‌دانند.

## اسطوره‌شناسی
در تبارنامهٔ خدایان هزیود، نیکس با دخترش همرا در یک خانه زندگی می‌کنند. هر روز در ورودی خانه از کنار یکدیگر می‌گذرند، یکی از آن‌ها خارج می‌شود و دیگری وارد می‌شود، و در طول روز یکی از روی زمین می‌گذرد و دیگری داخل خانه می‌ماند و منتظر نوبت برای خروج است.
همچنین نیکس در داستانی در ایلیاد هومر نیز حضور دارد، و در این داستان هیپنوس را از خشم زئوس نجات می‌دهد. وقتی هرا به سوی هیپنوس می‌آید تا او را متقاعد کند که زئوس را بخواباند، امتناع می‌کند، و از او می‌خواهد برای آخرین بار بدون اطلاع شوهرش هراکلس را آزار دهد. هیپنوس نقل می‌کند که «وقتی زئوس از خواب بیدار شد، خشمگین شد و اگر به امان و پناه نیکس نمی‌گریخت، او را به دریا می‌انداخت».
در چند منبع آیین اورفئوسی، نیکس به‌عنوان اولین موجودی توصیف شده که وجود دارد، و وجود او ابدی است، زیرا هیچ توصیفی از منشأ آفرینش او ارائه نشده است. در کیهان‌شناسی متأخر، نیکس خدای اول نیست و دختر فانس، دومین فرمانروای خدایان در نظر گرفته می‌شود. پادشاهی او پیش از پادشاهی پدرش فانس است که فانس با دادن عصای سلطنت، حکومت خود را به او منتقل کرد. پس از دوران حاکمیت نیکس، او نیز به‌طور داوطلبانه این عصای سلطنت را به پسرش اورانوس می‌دهد و خود از او پیروی می‌کند.
ظاهراً نیکس در برخی از منابع آیین اورفئوسی پرستار خدایان است، و نوه کرونوس، پسر اورانوس را بزرگ کرده است. او همچنین در چندین روایت نقش پیشگویی ایفا می‌کند و ظاهراً هدیه نبوت را از پدرش فانس دریافت کرده است؛ که آن را همراه با عصای سلطنت به او می‌دهد. در طول سلطنت کرونوس، زئوس، پسرش، به دنبال نصیحت نیکس می‌گردد و می‌خواهد بداند چگونه می‌تواند پدرش را سرنگون کند. نیکس به او دستور می‌دهد که به کرونوس نوشیدنی خاصی از عسل بدهد و سپس صبر کند تا او بخوابد. زئوس از این راهنمایی پیروی می‌کند و در نتیجه پدرش را اخته می‌کند. زئوس همچنین با نیکس در مورد این‌که چگونه می‌تواند حکومت خود را مستحکم کند، مشورت می‌کند و نیکس به او دستور می‌دهد که هر چیزی را که در او وجود دارد (یعنی کل خلقت) را با آویزان کردن یک زنجیر طلایی از آسمان به زمین (که شامل همه چیز درون آن است) به‌دست‌آورد. زئوس این توصیه را به این معنا تعبیر می‌کند که باید پروتوگونوس را در خود بکشد، زیرا با این کار او کل خلقت را در شکم خود خواهد داشت. منابع مختلف همچنین در مورد غاری صحبت می‌کنند که متعلق به نیکس است، و مکانی توصیف می‌شود که پروتوگونوس جهان را از آن‌جا ایجاد می‌کند، و همچنین ممکن است مکانی باشد که نیکس پیشگویی‌های خود را از آن‌جا به زئوس منتقل می‌کند.

## یادداشت
1. ↑  در کیهان‌شناسی اورفئوسی، فانس اغلب با اروس یا میترا یکی می‌شود و به‌عنوان خدایی که از یک تخم کیهانی بیرون می‌آید و با ماری که در هم تنیده شده است، به تصویر کشیده می‌شود. او کلاه‌خود داشت، با بال‌های پهن و طلایی. کیهان‌شناسی اورفیک کاملاً بر خلاف حماسه‌های خلقت ارائه شده توسط هومر و هزیود است. محققان پیشنهاد کرده‌اند که اورفیسم به‌دلیل دوگانگی ذاتی آن «غیریونانی» است.